# Moran Atias

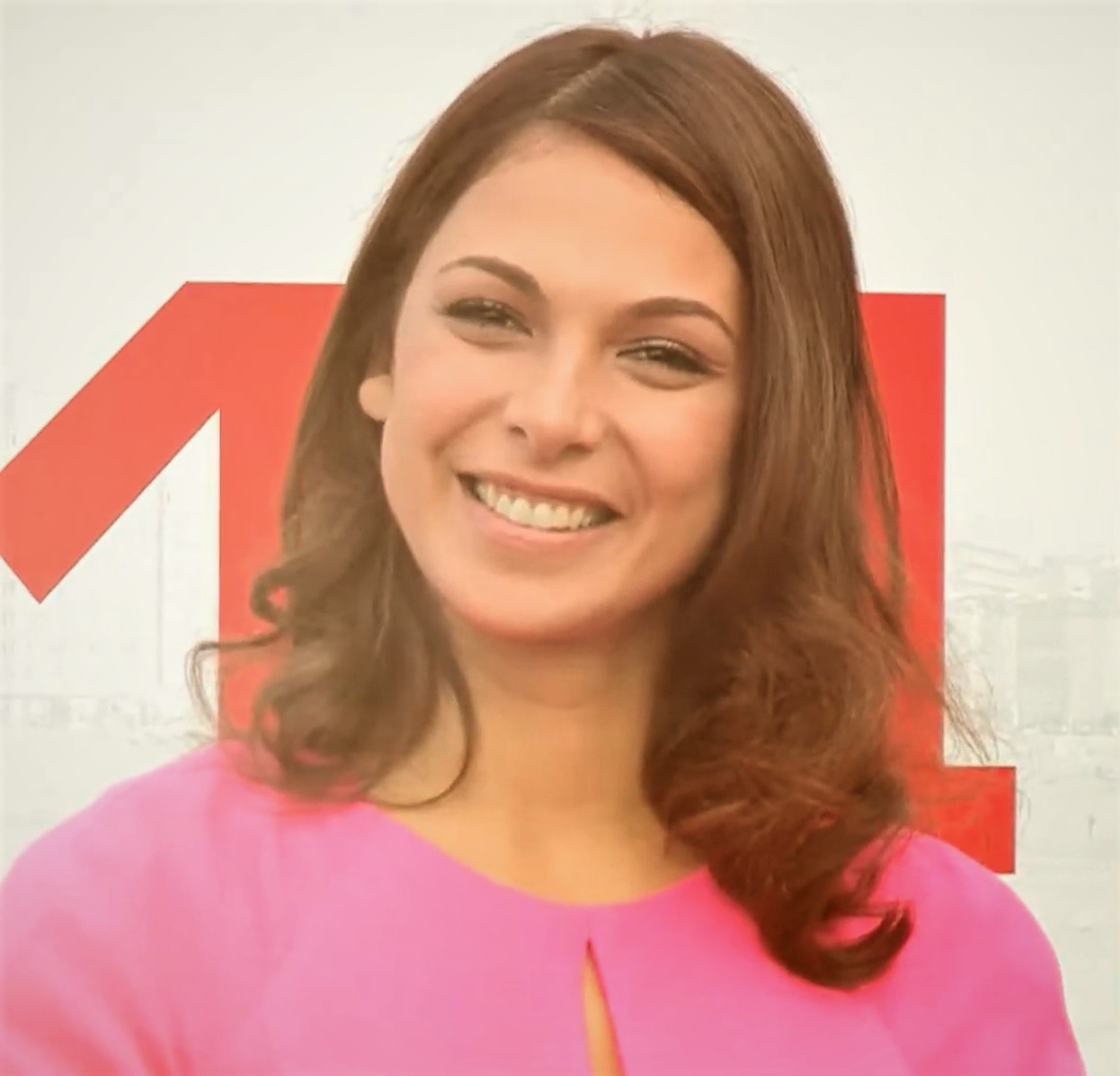
Moran Atias, 2014

Moran Atias (hebräisch מורן אטיאס; * 9. April 1981 in Haifa, Israel) ist eine israelische Fernseh- und Filmschauspielerin sowie Model.

## Leben
Moran Atias wurde als Tochter marokkanisch-stämmiger Juden in Haifa geboren. Ihren Dienst in den Israelischen Verteidigungsstreitkräften konnte sie wegen einer Meningitis im Alter von 17 Jahren nicht antreten; stattdessen wurde die 1,75 m große Atias als Model entdeckt und arbeitete dabei auch in Deutschland und Italien, wo sie hauptsächlich für Roberto Cavalli tätig war.
Ihre in Deutschland bekannteste Rolle ist die der Inez, die sie in der Serie L.A. Crash des Fernsehsenders starz innehatte. Des Weiteren wurde sie als Hauptdarstellerin Leila Al-Fayeed in der FX-Serie Tyrant bekannt.

## Filmografie (Auswahl)
- 2005: Gas
- 2007: The Mother of Tears (La terza madre)
- 2008: Leg dich nicht mit Zohan an (You Don't Mess with the Zohan)
- 2008: Command & Conquer: Alarmstufe Rot 3 (Command & Conquer: Red Alert 3; Computerspiel, Stimme)
- 2008–2009: L.A. Crash (Fernsehserie, 26 Folgen)
- 2009: Die fast vergessene Welt (Land of the Lost)
- 2010: CSI: New York (Fernsehserie, Folge Rest in Peace, Marina Garito)
- 2010: 72 Stunden – The Next Three Days (The Next Three Days)
- 2011: CSI: Miami (Fernsehserie, Folge G.O.)
- 2012: Crazy Eyes
- 2013: Dritte Person (Third Person)
- 2014–2016: Tyrant (Fernsehserie, 32 Folgen)
- 2015: White Collar (Fernsehserie, Folge Deadline)
- 2016: A Stand Up Guy
- 2017: 24: Legacy (Fernsehserie, 6 Folgen)
- 2018: Speed Kills
- 2018: Atlanta Medical (The Resident, Fernsehserie, 12 Folgen)
- 2019: The Village (Fernsehserie, 10 Folgen)
- 2019: Rahab and the Ribbon of Redemption (Fernsehfilm)
- 2021: Zarim Mushlamim
- 2022: Animal Kingdom (Fernsehserie, 7 Folgen)
- 2025: Grey’s Anatomy (Fernsehserie, Folge Bust Your Windows)